# Ortografía eslovaca
La ortografía eslovaca es un sistema de reglas para la escribir correctamente (ortografía) el idioma eslovaco.
La ortografía eslovaca moderna es diacrítica, habiendo evolucionado a partir de un sistema anterior que usaba muchos dígrafos, de los que se han mantenido apenas ch y dž). El carón se añade sobre algunas letras latinas para expresar sonidos que son ajenos al latín. El acento agudo se añade para marcar las vocales largas.
La ortografía checa ha sido el modelo para muchas otras lenguas balto-eslavas  que utilizan el alfabeto latino, la ortografía eslovaca es su descendiente revisada directo, mientras que el alfabeto latino de Gaj serbocroata y su descendiente el alfabeto esloveno se basan en gran medida en él. Todos ellos usan similares signos diacríticos y también tienen una relación similar, generalmente intercambiable, entre las letras y los sonidos que representan.

## Historia
En el siglo IX se utilizaba la escritura glagolítica. A partir del siglo XI fue reemplazada por la escritura latina. Hay cinco períodos en el desarrollo del sistema ortográfico checo basado en el alfabeto latino
Ortografía primitiva
Para escribir sonidos ajenos al alfabeto latino, se utilizaron letras con sonidos similares. Las notas escritas más antiguas que se conocen en checo se remontan al siglo XI. La literatura era escrita predominantemente en latín en este período. Desafortunadamente, a veces era muy ambigua, por ejemplo la c se usaba para c, č y k.
Ortografía digráfica
Usaba dígrafos para sonidos no latinos. No era consistente y tampoco distinguía vocales largas y cortas. Tenía algunas características que la ortografía polaca ha mantenido, como cz, rz en lugar de č, ř, pero aun así estaba llena de ambigüedades, como escribir s y š como s / ss; z y ž como z, y a veces incluso c y č ambos como cz, solo distinguiéndose por el contexto. Las vocales largas como á se escribían doble a veces, como aa. Otras características de la época incluían la ortografía de j como g y de v como w, ya que el alfabeto latino moderno temprano no distinguía j de i ni v de u.
Ortografía diacrítica
Probablemente introducido por Jan Hus. El uso de diacríticos para vocales largas ("virgula", un agudo, "čárka" en eslovaco) y consonantes "suaves" ("punctus rotundus", un punto encima de la letra, que ha sobrevivido en polaco ż) fue sugerido por primera vez en su obra "De orthographia Bohemica" alrededor de 1406. Los diacríticos reemplazaron a los dígrafos casi por completo. También se sugirió que el dialecto de Praga debería convertirse en el estándar para el idioma eslovaco. Se considera que Jan Hus es el autor de ese trabajo, pero existe cierta incertidumbre al respecto.
Ortografía de los hermanos
La Biblia de Kralice (1579-1593), la primera traducción eslovaca completa de la Biblia hecha por la secta checha unidad de hermanos, se convirtió en el modelo para la forma literaria del idioma. El punctus rotundus fue reemplazado por el carón ("háček"). Había algunas diferencias con la ortografía actual, por ejemplo, se usó el dígrafo ſſ en lugar de š ; ay, ey, au en lugar de aj, ej, ou ; v en lugar de u (al principio de las palabras); w en lugar de v ; g en lugar de j ; y j en lugar de í ( gegj = její, "de ella"). Y se escribía siempre después de c, s y z (por ejemplo , cizí, extranjero, se escribía cyzý) y la conjunción i (así como, y) se escribía y.
Ortografía moderna
Durante el período del Renacimiento Nacional Eslovaco (finales del siglo XVIII y primera mitad del XIX), los lingüistas eslovacos ( Josef Dobrovský et al.) codificaron algunas reformas en la ortografía. Estos principios se han mantenido hasta el día de hoy. Las últimas reformas del siglo XX principalmente tratan la introducción de préstamos en el idioma eslovaco y su adaptación a la ortografía checa.

## Alfabeto
El alfabeto checo consta de 46 letras.
| mayúsculas |   |   |   |   |   |   |   |    |    |   |   |   |   |   |    |   |   |   |   |   |   |   |   |   |   |   |   |   |   |   |   |   |   |   |   |   |   |   |   |   |   |   |   |   |   |
| A          | Á | Ä | B | C | Č | D | Ď | Dz | Dž | E | É | F | G | H | Ch | I | Í | J | K | L | Ĺ | Ľ | M | N | Ň | O | Ó | Ô | P | Q | R | Ŕ | S | Š | T | Ť | U | Ú | V | W | X | Y | Ý | Z | Ž |
| minúsculas |   |   |   |   |   |   |   |    |    |   |   |   |   |   |    |   |   |   |   |   |   |   |   |   |   |   |   |   |   |   |   |   |   |   |   |   |   |   |   |   |   |   |   |   |   |
| a          | á | ä | b | c | č | d | ď | dz | dž | e | é | f | g | h | ch | i | í | j | k | l | ĺ | ľ | m | n | ň | o | ó | ô | p | q | r | ŕ | s | š | t | ť | u | ú | v | w | x | y | ý | z | ž |

Las letras Q, W y X se usan exclusivamente en palabras extranjeras, y las dos primeras se reemplazan por Kv y V una vez que la palabra se "naturaliza"; los dígrafos dz y dž también se usan principalmente para palabras extranjeras y no tienen un lugar separado en el alfabeto.

## Principios ortográficos
La ortografía checa es principalmente fonémica (en lugar de fonética) porque un grafema individual se corresponde a un fonema individual (en lugar de un fono). Sin embargo, algunos grafemas y grupos de letras son restos de fonemas históricos que se usaron en el pasado pero que desde entonces se han fusionado con otros fonemas. Algunos cambios en la fonología no se han reflejado en la ortografía.
| Grafema | AFI  | Notas                                                   |
| ------- | ---- | ------------------------------------------------------- |
| a       | /a/  |                                                         |
| a       | /aː/ |                                                         |
| ä       | /ɛɐ/ |                                                         |
| e       | /ɛ/  |                                                         |
| é       | /ɛː/ |                                                         |
| i       | /ɪ/  | Palataliza precedentes ⟨d⟩ ⟨t⟩ o ⟨n⟩ ⟨l⟩                |
| I       | /iː/ | Palataliza precedentes ⟨d⟩ ⟨t⟩ o ⟨n⟩ ⟨l⟩                |
| o       | /o/  |                                                         |
| ó       | /oː/ | Ocurre principalmente en palabras de origen extranjero. |
| ô       | /ʊɔ/ |                                                         |
| u       | /u/  |                                                         |
| ú       | /uː/ |                                                         |
| y       | /ɪ/  |                                                         |
| ý       | /iː/ |                                                         |

| Grafema | AFI       | Notas |
| ------- | --------- | --- |
| b       | /b/       | |
| c       | /t͡s/      | |
| č       | /t͡ʃ/      | |
| d       | /d/       | Representa /ɟ/ antes de ⟨i í⟩ |
| ď       | /ɟ/       | |
| dz      | /d͡z/      | |
| dž      | /d͡ʒ/      | |
| f       | /f/       | Ocurre principalmente en palabras de origen extranjero.                                                                                 |
| g       | /ɡ/       | Ocurre principalmente en palabras de origen extranjero.                                                                                 |
| h       | /ɦ/       | |
| ch      | /x/       | |
| j       | /j/       | |
| k       | /k/       | |
| l       | /l/       | Representa /ʎ/ antes de ⟨i í⟩ |
| ĺ       | /l̩ː/      | |
| ľ       | /ʎ/       | |
| m       | /m/       | |
| n       | /n/       | Representa /ɲ/ antes de ⟨i í⟩ |
| ň       | /ɲ/       | |
| p       | /p/       | |
| r       | /r/       | |
| ŕ       | /r̩ː/      | |
| s       | /s/       | |
| š       | /ʃ/       | |
| t       | /t/       | Representa /c/ antes de ⟨i í⟩ |
| ť       | /c/       | |
| v       | /v/       | |
| x       | /ks/,/ɡz/ | Ocurre solo en palabras de origen extranjero; pronunciado /ɡz/ en palabras con el prefijo 'ex-' antes de vocales o consonantes sonoras. |
| z       | /z/       | |
| ž       | /ʒ/       | |

## Codificación digital
En informática, han existido varios estándares de codificación diferentes para este alfabeto, entre ellos:
- ISO 8859-2
- Microsoft Windows code page 1250
- IBM PC code page 852
- KEYBCS2 en los primeras PC con DOS y en Fidonet.[2]
- Unicode